# Понова Вас
Понова Вас (словен. Ponova vas) — поселення в общині Гросуплє, Осреднєсловенський регіон, Словенія. Висота над рівнем моря: 333,4 м.